# Hrabstwo Trego

Piramida wieku hrabstwa

Hrabstwo Trego – hrabstwo położone w USA w stanie Kansas z siedzibą w mieście WaKeeney. Założone 21 czerwca 1879 roku.

## Miasta
- WaKeeney
- Collyer

## Sąsiednie Hrabstwa
- Hrabstwo Graham
- Hrabstwo Rooks
- Hrabstwo Ellis
- Hrabstwo Ness
- Hrabstwo Gove